# Ormosia perspectabilis
Ormosia perspectabilis là một loài ruồi trong họ Limoniidae. Chúng phân bố ở miền Tân bắc.